# Trochalus subcarinatus
Trochalus subcarinatus är en skalbaggsart som beskrevs av Louis Burgeon 1944. Trochalus subcarinatus ingår i släktet Trochalus och familjen Melolonthidae. Inga underarter finns listade i Catalogue of Life.